# IC 1554
IC 1554 је ознака објекта на координатама са ректансцензијом 0h 32m 50,2s и деклинацијом - 32° 1" 53'. Открио га је Делајл Стјуарт, 1899. године. Каснијим посматрањима на том положају није уочен никакав астрономски објекат.